# Obština Samokov
Obština Samokov (bulharsky Община Самоков) je bulharská jednotka územní samosprávy v Sofijské oblasti. Leží v západním Bulharsku, v Samokovské kotlině a okolních pohořích (Verila, Vitoša, Sredna gora, Rila). Správním střediskem je město Samokov, kromě něj zahrnuje obština 27 vesnic. Žije zde necelých 35 tisíc stálých obyvatel.
V obštině se v místě 42°10′45″ s. š., 23°35′7″ v. d. nachází vrchol Musala (Мусала), nejvyšší bod Bulharska a celého Balkánu.

## Sídla
- Alino[p 1]
- Belčin[p 1]
- Belčinski Bani
- Beli Iskăr[p 1]
- Dolni Okol
- Dospej[p 1]
- Dragušinovo[p 1]
- Gorni Okol[p 1]
- Govedarci[p 1]
- Gucal[p 1]
- Jarebkovica
- Jarlovo[p 1]
- Klisura[p 1]
- Kovačevci[p 1]
- Lisec[p 2]
- Madžare[p 1]
- Mala Cărkva[p 1]
- Marica[p 1]
- Novo Selo
- Popovjane[p 1]
- Prodanovci[p 1]
- Raduil[p 1]
- Rajovo[p 1]
- Reljovo[p 1]
- Samokov[p 3] (sídlo správy)
- Šipočane[p 1]
- Široki Dol[p 1]
- Zlokučene[p 1]

## Sousední obštiny
| Růžice kompasu | Pernik Radomir        | Sofie           | Ichtiman            | Růžice kompasu |
| Růžice kompasu | Dupnica Sapareva Baňa | Sever           | Kostenec Dolna Baňa | Růžice kompasu |
| Růžice kompasu | Dupnica Sapareva Baňa | Obština Samokov | Kostenec Dolna Baňa | Růžice kompasu |
| Růžice kompasu | Dupnica Sapareva Baňa | Jih             | Kostenec Dolna Baňa | Růžice kompasu |
| Růžice kompasu | Rila                  | Belica          | Jakoruda            | Růžice kompasu |

## Obyvatelstvo
V obštině žije 34 233 stálých obyvatel a včetně přechodně hlášených obyvatel 39 151. Podle sčítáni 1. února 2011 bylo národnostní složení následující:
- Bulhaři: 29 835 (82.3 %)
- Romové: 5 153 (14.2 %)
- Turci: 70 (0.2 %)
- ostatní: 1 208 (3.3 %)